# Máy ảnh DSLR

Mặt cắt ngang hệ thống DSLR.
1 - Hệ thấu kính
2 - Gương phản xạ
3 - Cửa sập mặt phẳng lấy nét
4 - Sensor (cảm biến)
5 -Màng mờ
6 - Ống kính condenser
7 - Lăng kính 5 cạnh
8 - Lỗ ngắm

Máy ảnh DSLR hay Máy ảnh phản xạ ống kính đơn kỹ thuật số (tiếng Anh: Digital single-lens reflex camera), hay DSLR là thuật ngữ để chỉ dòng máy ảnh kỹ thuật số sử dụng hệ thống gương cơ học và hệ thống gương phản xạ để đưa ánh sáng từ ống kính tới ống ngắm ở phía sau máy ảnh.
Nguyên tắc hoạt động cơ bản của DSLR là: với mục đích căn hình, gương sẽ phản xạ ánh sáng đến từ ống kính một góc 90 độ. Sau đó ánh sáng được phản xạ 2 lần bởi hệ thống phản xạ điều chỉnh sao cho mắt của người chụp ảnh có thể thấy được. Trong quá trình phơi sáng, gương sẽ được nâng lên và khẩu độ đóng lại (khi khẩu được thiết lập nhỏ hơn khẩu độ tối đa của ống kính), và cửa sập mở, cho phép ánh sáng đi qua ống kính vào cảm biến ảnh. Tiếp theo cửa sập sẽ đóng lại, che cảm biên, kết thúc quá trình phơi sáng, và gương hạ xuống. Thời gian gương nâng lên được gọi là khoảng thời gian tối ở ống ngắm. Hệ thống gương và cửa sập hoạt động nhanh được sử dụng cho việc chụp ảnh với tốc độ cao.
Tất cả các quy trình trên tự động xảy ra trong khoảng thời gian của phần trăm giây, với mật độ từ 3-10 lần trên giây
Các máy ảnh DSLRs thường được sử dụng bởi các nhiếp ảnh gia chuyên nghiệp bởi chúng cho phép ngắm khung hình trên thời gian thực và bởi DSLRs cho phép người dùng sử dụng các ống kính khác nhau. Phần lớn các máy ảnh DSLRs đều có tính năng xem trước độ sâu trường ảnh (DOF - Depth of field).
Các nhà nhiếp ảnh chuyên nghiệp chọn DSLR bởi kích thước chíp cảm biến ảnh lớn hơn máy ảnh nhỏ (máy ảnh du lịch). Máy ảnh DSLRs có kích thước chíp cảm biến gần với kích thước của kích thước phim của máy ảnh phim mà họ đã quen sử dụng. Cho hiểu quả giống nhau về Độ sâu trường ảnh và khung ảnh.
Thuật ngữ DSLR thường được gọi là máy ảnh kích thước 35mm, mặc dù một số máy ảnh có kích thước sensor lớn về mặt kỹ thuật cũng là GAMEs.

## Thiết kế của máy ảnh DSLR
Máy ảnh có cấu tạo SLR (gương đơn phản xạ) sử dụng một gương để hiển thị ảnh trên ống ngắm. Sơ đồ ở bên phải cho thấy đường đi của ánh sáng qua ống kính (1), được phản xạ tới hệ thống kính phản xạ bởi gương phản xạ (được đạt ở góc 45 độ (2) và được đưa tới màn hình hội tụ (5). Qua 1 kính hội tụ và bị phản xạ ở trong kính phản xạ hình ảnh sẽ được chiếu tới mắt của người chụp ảnh. Với máy phim hội tụ tự động SLR, việc hội tụ xảy ra một cách tự động hay được kích hoạt bằng việc bấm nút chụp 1/2 quãng đường hay với nút Hội tụ tự động. Hoặc với hội tụ bằng tay, khi người chụp ảnh sẽ chỉnh hội tụ thông qua việc quay vòng hội tụ nằm ở trên ống kính.
Khi chụp, động cơ đẩy nhẹ gương theo chiều mũi tên trên hình làm cho ánh sáng chiếu trực tiếp lên sensor, tạo ra tín hiệu điện, truyền qua bộ chuyển đổi A/D thành tín hiệu số, khuếch đại rồi được xử lý tại bộ xử lý hính ảnh (image processor) cuối cùng được lưu trên bộ nhớ chính.Sau đó cửa sập sẽ đóng lại, gương phản xạ trở lại góc 45 độ chờ đến lần chụp tiếp theo. Xung quanh lỗ ngắm có 1 lớp vật liệu mềm bao quanh, nhằm mục đích giảm tác động khi gương sập và ngăn không cho ánh sáng đi vào qua lỗ ngắm. Một số loại máy ảnh cao cấp còn thực hiện việc gắn liền cơ cấu cửa sập với lỗ ngắm để ngăn ngừa triệt để hơn nữa ánh sáng từ lỗ ngắm.

### Fast phase-detection autofocus
Sơ đồ ở đây là sự mô tả đơn giản cấu trúc của 1 máy ảnh. Nó không thể hiện chíp xử lý của cấu hội tụ. Vi xử lý hội tụ thường nằm ở đáy của hệ thống gương. Ở những hệ thống này, gương chính thường để cho ánh sáng đi qua ở trung tâm đến 1 gương thứ 2, từ đó phản xạ vào vi xử lý ánh sáng.
Máy ảnh DSLR (máy ảnh số gương đơn phản xạ) thường sử dụng hệ thống hội tụ theo quá trình (phase detection autofocus). Đặc điểm của hệ thống này là tốc độ cao, nhưng yêu cầu tích hợp 1 hệ thống chíp ánh sáng vì vậy phương pháp hội tụ thông thường chỉ được chế tạo ở loại máy ảnh SLR. Loại máy ảnh compact thường sử dụng chíp cảm biến hình ảnh để tạo ra hình anh trực tiếp ở màn hình LCD hay ở lỗ ngắm thì dùng phương pháp hội tụ theo tương phản, thường có tốc độ chậm hơn.

## So sánh

### So sánh ống ngắm ở DSLR và màn hình LCD ở máy ảnh compact
Do cơ cấu của kính phản xạ, ánh sáng sẽ chỉ chiếu vào chíp cảm biến hình ảnh hoặc lỗ ngắm. Vì vậy, hầu hết các máy ảnh DSLR lúc đầu không có tính năng xem trước 'live preview' (sử dụng màn hình để căn hình, chỉnh tiêu cự, độ sâu) như các máy ảnh compact. Những máy ảnh DSLR gần đây đã đưa tính năng Xem trước vào.
Lợi thế của hệ thống ngắm quang học so với hệ thống ngắm điện tử (EVF) là giảm hiện tượng mỏi mắt, cho thấy hình ảnh thực của khung ảnh bởi ánh sáng được chiếu trực tiếp qua ống kính. Do không có thời gian trễ với khung hình, máy ảnh DSLR thường được sử dụng cho nhiếp ảnh thể thao, hành động hay bất cứ vật thể nào di chuyển nhanh. Thêm nữa hình ảnh nhìn thấy ở ống ngắm của máy ảnh DSLR rõ ràng, chi tiết hơn khi được thể hiện ở màn hình LCD rất nhiều giúp cho việc hội bằng tay (manual) dễ dàng hơn, do đó phù hợp hơn với nhiếp ảnh vi mô(macro) hay siêu nhỏ.

### So sánh với máy ảnh du lịch (ngắm và chụp)
Cấu trúc phản xạ là điểm khác biệt chủ yếu giữa máy ảnh DSLR và máy ảnh du lịch, với chip ánh sáng luôn luôn phơi sáng và cho phép hình ảnh hiện ra ở màn hình sau máy ảnh gọi là ống ngắm điện tử.
Ở máy ảnh DSLR, việc có gương ngăn cản khả năng xem hình ảnh ở màn hình LCD trước khi ảnh được chụp. Tuy nhiên, nhiều loại máy DSLR gần đây có khả năng xem trước, cho phép màn hình LCD có thể dùng làm màn hình xem ngắm giống như máy ảnh du lịch, với một vài hạn chế và ống ngắm quang học không sử dụng được.